# Thomas Dehler
Thomas Dehler, född 1897, död 1967, var en tysk politiker (Deutsche Demokratische Partei och Freie Demokratische Partei) och jurist.
Han var tysk justitieminister 1949-1953 och ordförande för FDP 1954-1957. Dehler var ledande liberal politiker under 1950- och 1960-talet i Västtyskland och var även vice förbundsdagspresident. FDP:s hus i Berlin bär namnet Thomas-Dehler-Haus.